# Minamoto no Yoritomo

Minamoto no Yoritomo, erster Shōgun des Kamakura-Shōgunats (Gemälde von Fujiwara no Takanobu, 1179)

Minamoto no Yoritomo (japanisch 源 頼朝; * 9. Mai 1147; † 9. Februar 1199) war der dritte Sohn von Minamoto no Yoshitomo. Ihm gelang es, beim Kaiser durchzusetzen, ihm den mit besonderen Vollmachten ausgestatteten Titel Sei-i-taishōgun (征夷大将軍) erblich zu übertragen. Bis dahin war der Titel mit seinen Vollmachten einem Feldherrn nur zeitlich begrenzt im Falle eines nationalen Notstands (damit war der Kampf gegen die Ebisu gemeint) übertragen worden.
Der Name und das Leben von Minamoto no Yoritomo sind verbunden mit dem Ende der Heian-Zeit (794–1185/1192), einer Epoche der japanischen Geschichte, und dem Beginn der Kamakura-Zeit (1185–1333).
In einem fünf Jahre dauernden Krieg gegen die die Hofpolitik dominierenden Taira wurde die Streitmacht der Taira in der Seeschlacht von Dan-no-ura (Gempei-Krieg) vernichtet. In der Folge dieser Ereignisse wurde Minamoto no Yoritomo am 25. April 1185 zum mächtigsten Mann in Japan: Er entmachtete den damaligen Kaiser und gründete den Samurai-Staat, obwohl eigentlich sein Bruder Minamoto no Yoshitsune alle wichtigen Schlachten für ihn geschlagen hatte. Er wurde 1192 von Tennō Go-Toba zum Shōgun ernannt und begründete damit nicht nur das Kamakura-Shōgunat, sondern auch das Ashikaga- und das Tokugawa-Shōgunat – beide Familien konnten sich auf die Minamoto zurückführen.
In der Heian-Zeit dominierte der kaiserliche Hof in Kyōto die Politik. In dieser Phase bildeten sich in den Provinzen allmählich lokale Kriegsherren heraus. Diese Anführer waren Abkömmlinge der Kaiser, die in der Provinz ein öffentliches Amt anstrebten. Das politische Zentrum lag zwar nach wie vor in der Hauptstadt Kyōto, die reale politische Macht verlagerte sich jedoch immer mehr in die Provinzen zu lokalen Adeligen mit Abstammung vom japanischen Kaiserhaus. Der kaiserliche Hof neutralisierte diese neu entstandene Kriegerklasse bis 1185, indem er ihre Angehörigen gegeneinander ausspielte, wie Friday (1992) ausführt. Mit Yoritomo verschob sich nicht nur der politische Schwerpunkt endgültig weg vom kaiserlichen Hof hin zu den Shōgunen; auch das geographische Epizentrum der Politik siedelte sich in der Provinz neu an. An der Institution des Tennō wurde nicht gerüttelt, aber er war politisch entmachtet.

## Herkunft
Minamoto no Yoritomo war ein Spross des Minamoto-Klans, genauer des Familienzweigs der Seiwa Genji. Die Minamoto-Familie ist eine der vier großen japanischen Adelsfamilien, zu denen des Weiteren die Taira, die Fujiwara und Tachibana zählten, die während der Heian-Zeit die Hofpolitik dominierten. Diese Familien führen allesamt ihren Ahnherr auf ein Mitglied des japanischen Kaiserhauses zurück. Im Fall der Minamoto lässt sich die Familie auf den Kaiser Seiwa (850–880) zurückführen.
Yoritomo war der dritte Sohn von Minamoto no Yoshitomo. Dieser wiederum war der älteste Sohn von Minamoto no Tameyoshi. Der Vater von Yoritomo erwarb sich große Verdienste während der Hōgen-Rebellion im Jahre 1156; er wurde allerdings nicht so großzügig bedacht wie Taira no Kiyomori.

## Frühe Jahre und das Exil
Yoritomo wurde in Atsuta (Nagoya) geboren. Im Januar 1160, in seinem 13. Lebensjahr, während einer kurzen Abwesenheit des Taira no Kiyomori von Kyōto, entschloss sich sein Vater Yoshitomo zur Teilnahme an der Heiji-Rebellion. Die Sekundärquellen sind in der Datierung nicht einheitlich. Manche nennen 1160 als Datum, manche wiederum setzen den Beginn der Rebellion auf das Jahr 1159, da Kiyomori im Dezember 1159 gemeinsam mit seiner Familie zu einer Pilgerfahrt zu seinem Lieblings-Schrein aufbrach. Diese Quellen rechnen daher nicht erst ab Januar, sondern bereits ab Dezember, als Kiyomori Kyōto verließ. Yoritomo diente in den Truppen seines Vaters. Die Rebellion dauerte nur kurze Zeit und Kiyomori verjagte die Rebellen aus der Stadt, die ihr Heil in einer Flucht in Richtung Osten suchten (Die Taira hatten ihre Machtbasis im Westen des Insel-Archipels, insbesondere die Insel Kyūshū, während die Stammlande der Minamoto im Osten, Nord-Osten lagen). Yoshitomo wurde auf der Flucht getötet. In einem Schneesturm auf dem Berg Ibuki der Provinz Mino (heute: Präfektur Gifu) wird Yoritomo von seinen Begleitern getrennt. Anhänger der Taira-Familie griffen ihn auf und brachten ihn in das Hauptquartier der Taira.
Kiyomori verschonte Yoritomos Leben aufgrund der Fürsprache von Ike no Zenni, der Stiefmutter von Kiyomori, einer Taira-Adeligen. Stattdessen wurde Yoritomo ins Exil in die Provinz Izu geschickt (heute: Präfektur Shizuoka). Seine Brüder wurden in Tempeln untergebracht. Yoritomo und seine Brüder waren noch Kinder. Yoshitomo war wie seine Brüder in der Hogen- oder Heiji-Rebellion umgekommen. Für Kiyomori stellten die jüngsten Sprosse der Minamoto-Familie keine Bedrohung mehr dar.
Als Bewacher bestimmte Kiyomori zunächst Itō Sukechika, später wurde es Hōjō Tokimasa aus einem Nebenzweig der Taira-Familie. Yoritomo werden Romanzen mit den Töchtern beider Bewacher nachgesagt. Noch im Exil heiratete Yoritomo Hōjō Masako, die Tochter von Tokimasa. Tokimasa gewährte Yoritomo einige Freiheiten, so dass dieser über aktuelle politische Ereignisse in der Hauptstadt informiert war, sich in militärischen Aktivitäten üben konnte und schließlich sogar mit lokalen Anführern Kontakt halten konnte.
Als der Konflikt zwischen den Taira und Minamoto erneut ausbrach, unterstützte Tokimasa Yoritomo.

## Der Taira-Minamoto-Krieg
Der Taira-Minamoto-Krieg, auch als Gempei-Krieg bezeichnet, dauerte von 1180 bis 1185. Der Auslöser war ein Aufruf des Prinzen Mochihito an die Minamoto, loyale Krieger und Tempel zum Aufstand gegen Kiyomori und die Taira.
Der Aufruf erreichte Yoritomo im Mai 1180 und er begann sofort mit den Vorbereitungen für einen Feldzug. Obwohl der Prinz im Juli getötet wurde, entschloss sich Yoritomo trotzdem den lokalen Taira Gouverneur anzugreifen. Im September 1180 überquerte Yoritomo an der Spitze einer kleinen Gruppe von Hōjō-Kriegern den Hakone Pass in Izu. Dieser Angriff wird zum Fiasko, aber Yoritomo konnte fliehen. In den darauf folgenden Monaten erhielt Yoritomo regen Zulauf an Anhängern und in den weiteren Auseinandersetzungen konnte er sich militärisch gegen die Taira erfolgreich durchsetzen. Dabei konzentrierte sich Yoritomo zunächst darauf, den Osten zu einigen, bevor er darangehen konnte, den Krieg in die Westprovinzen zu tragen und gegen die Taira zu kämpfen.
Von 1180 bis 1183 bezieht Yoritomo Hauptquartier in Kamakura und baute es zu einer politischen und ökonomischen Basis aus, mit Schwerpunkt auf der Region Kantō. Während dieser Zeit legte Yoritomo den Grundstein für die spätere Militärverwaltung.
Die erste Maßnahme betraf die Auswahl von Gefolgsleuten unabhängig von der Blutlinie oder traditionellen Verbindungen. Er bot den verschiedenen lokalen Adeligen Schutz gegen Loyalität und bestimmte Dienste. Der Schutz äußerte sich bereits darin, dass Yoritomo den Adeligen seinen Herrschaftsbereich bestätigte oder gar neues Land zum Lehen gab.
Die nächste Maßnahme war der Ausbau von Kamakura als Herrschaftszentrum mit sowohl administrativen, religiösen, wie auch repräsentativen Bauten.
Minamoto no Yoshinaka, ein Verwandter von Yoritomo, stand auf der Seite von Yoritomo, weigerte sich aber, sich diesem zu unterstellen, wodurch er sich bei Yoritomo, wie auch den Taira gleichermaßen verdächtig machte. Yoshinaka gelang es 1183, die Truppen der Taira zu besiegen, die auf der Flucht nach Westen den Kind-Kaiser Antoku mitnahmen.
Yoshinaka verfolgte die Taira nicht, sondern richtete sich in Kyōto ein. Daraufhin entsandte Yoritomo im Januar 1184 seine Brüder Noriyori und Yoshitsune aus, Yoshinaka zu unterwerfen.
Mit der Eroberung der Kyoto-Region wandelte sich der Status Yoritomos zum Beschützer des kaiserlichen Hofes.
Um die Taira im Westen und auf den Inseln Shikoku und Kyūshū angreifen zu können, ließ Yoritomo eine Flotte bauen, die im März 1185 auslief.
In der Seeschlacht von Dan-no-ura, an der Südspitze von Honshū in der Provinz Nagato, kam es zur letzten und entscheidenden Seeschlacht zwischen Taira- und Minamoto-Streitkräften, die die Minamoto für sich entschieden. Der Kind-Kaiser Antoku ertrank dabei.

## Die Konsolidierung der Herrschaft

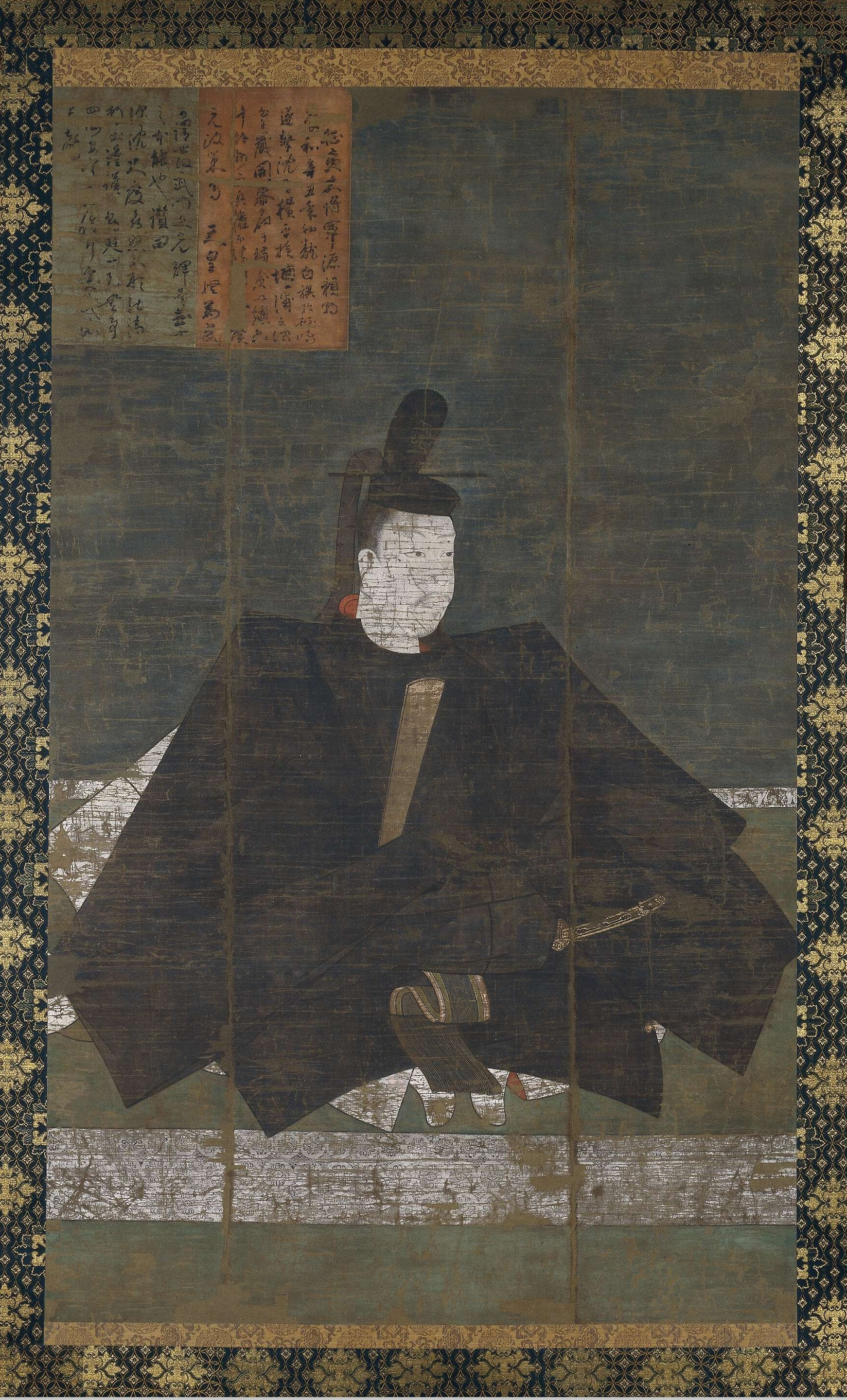
Minamoto no Yoritomo Rollbild, spätes 14. Jahrhundert

Nach der Ausschaltung der Taira als Machtfaktor war Yoritomo der mächtigste Mann in Japan.
Problematisch blieb das Verhältnis zu seinem Bruder Yoshitsune, und dass der Nordteil von Honshū nicht unter seiner Kontrolle stand. Zudem war seine De-facto-Herrschaft noch nicht vom Hof bestätigt. Yoritomo übte „politischen Druck“ aus, wobei ihm wiederum sein ehemaliger Bewacher Hōjō Tokimasa hilfreich war, der für ihn vor Ort agierte.
Alle diese Probleme sollten sich mit der Flucht Yoshitsunes vor den Häschern Yoritomos in den Norden erledigen. Yoshitsune wurde als Rebell eingestuft. Zudem folgte der kaiserliche Hof dem Gesuch Yoritomos, ihm die Befugnis zu erteilen, für die Provinzen einen Shugo und für die Lehen einen Jitō einzusetzen, sowie eine Reis-Steuer, den Hyōrōmai, in Höhe von fünf Shō pro Tan auf alles Land. Hilfreich für die Überredung des kaiserlichen Hofes, Yoritomo diese Rechte zu verleihen, war neben der Präsenz von Truppen, die allgemeine Unruhe im Land, nach den fünf Jahren Krieg und Unruhe. Yoritomo war der einzige, der die Möglichkeit besaß, nicht nur Shugo und Jito zu ernennen, sondern das auch durchzusetzen. Obwohl Fujiwara no Hidehira Yoshitsune töten ließ, entsandte Yoritomo Truppen, welche daraufhin die Nordprovinzen eroberten.
Es gelang Yoritomo Tennō Kujō Kanezane als kaiserlicher Herrscher einzusetzen und in der folgenden Zeit bei mehreren Treffen in Kyōto ab 1190 den kaiserlichen Hof mit seiner Machtfülle zu beeindrucken. 1192 wurde Yoritomo schließlich der Titel eines Shōgun verliehen.

## Tod und die Zeit danach
1199 kehrte Yoritomo, nunmehr 52 Jahre alt, von einer öffentlichen Zeremonie zurück. Auf dem Heimweg wurde Yoritomo von seinem Pferd abgeworfen und erlag seinen Verletzungen.
Nach seinem Tode wurden nacheinander seine Söhne als Shogune eingesetzt, zuletzt Sanemoto, mit dessen Tod 1219 Yoritomos eigene Blutlinie endete. Das Shogunat in Kamakura hatte sich etabliert und sollte in ähnlicher Form bis 1868 Bestand haben. Diese Kontinuität wurde in der Zeit des Kamakura Bakufu durch die Familie der Hōjō gewährleistet, die sich bereits früh wichtige Ämter im Shogunat sicherte und schließlich die Politik bestimmte, während der Shogun kaum mehr repräsentative Funktion hatte. Eine Ironie der Geschichte ist, dass die Hōjō ein Zweig der Taira-Familie waren.

## Leistungen
Als wesentliche Leistung des Minamoto no Yoritomo gilt die Gründung der ersten Shogunats-Regierung in Japan, deren Strukturen bis 1868 Bestand hatten und die der alten Hauptstadtverwaltung Kyoto ersetzten.
Innerhalb von 20 Jahren gelang es Yoritomo, sich zum Herrscher über Japan aufzuschwingen, ohne die üblichen politischen Wege zu gehen. Vielleicht konnte zu dem Zeitpunkt kaum ein anderer diese Leistung vollbringen. Aufgewachsen in Kyoto, war Yoritomo in das höfische Leben hineingewachsen. Ab dem 13. Lebensjahr lebte er als Provinzkrieger. Er vereinte in sich die Merkmale der Heian-Zeit und die der neu heranbrechenden Zeit der Samurai.
Dennoch reichte die Zeit, die Yoritomo blieb, nicht dazu aus, sein Charisma als Führungspersönlichkeit in entsprechende Institutionen zu überführen, die es seinen Nachkommen erlaubt hätten, unabhängig von ihrem persönlichen Charisma zu regieren.

## Wissenswertes

### Bogenschießen
Minamoto no Yoritomo gilt als Begründer des Yabusame, einer ritualisierten Form des berittenen Bogenschießens.

### Religiöses Engagement
Yoritomo war ein großzügiger Geldgeber vieler buddhistischer Tempel und Shintō-Schreine. Als Kami wird er unter anderem im Kamakura Shirahata-Schrein und in zwei Hanawo-Schreinen in der Präfektur Kagoshima verehrt.